# Bloempot

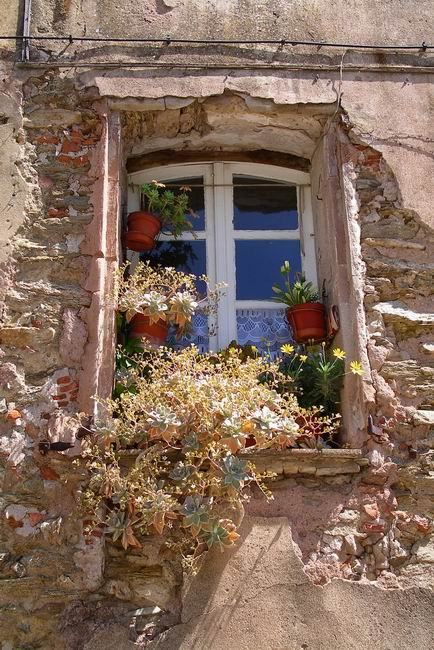
Bloempotten bij een raam

Een bloempot is een pot waarin planten in potgrond, grind of aardewerkballetjes (hydrocultuur) worden geplant.
Vaak wordt er gebruikgemaakt van een binnen- en buitenpot, vooral voor de afwatering. Alternatief bestaat de mogelijkheid een schotel onder de pot te plaatsen. Andere bakken waarin bloemen en planten worden getoond zijn vazen en plantenbakken.

## Binnenpot

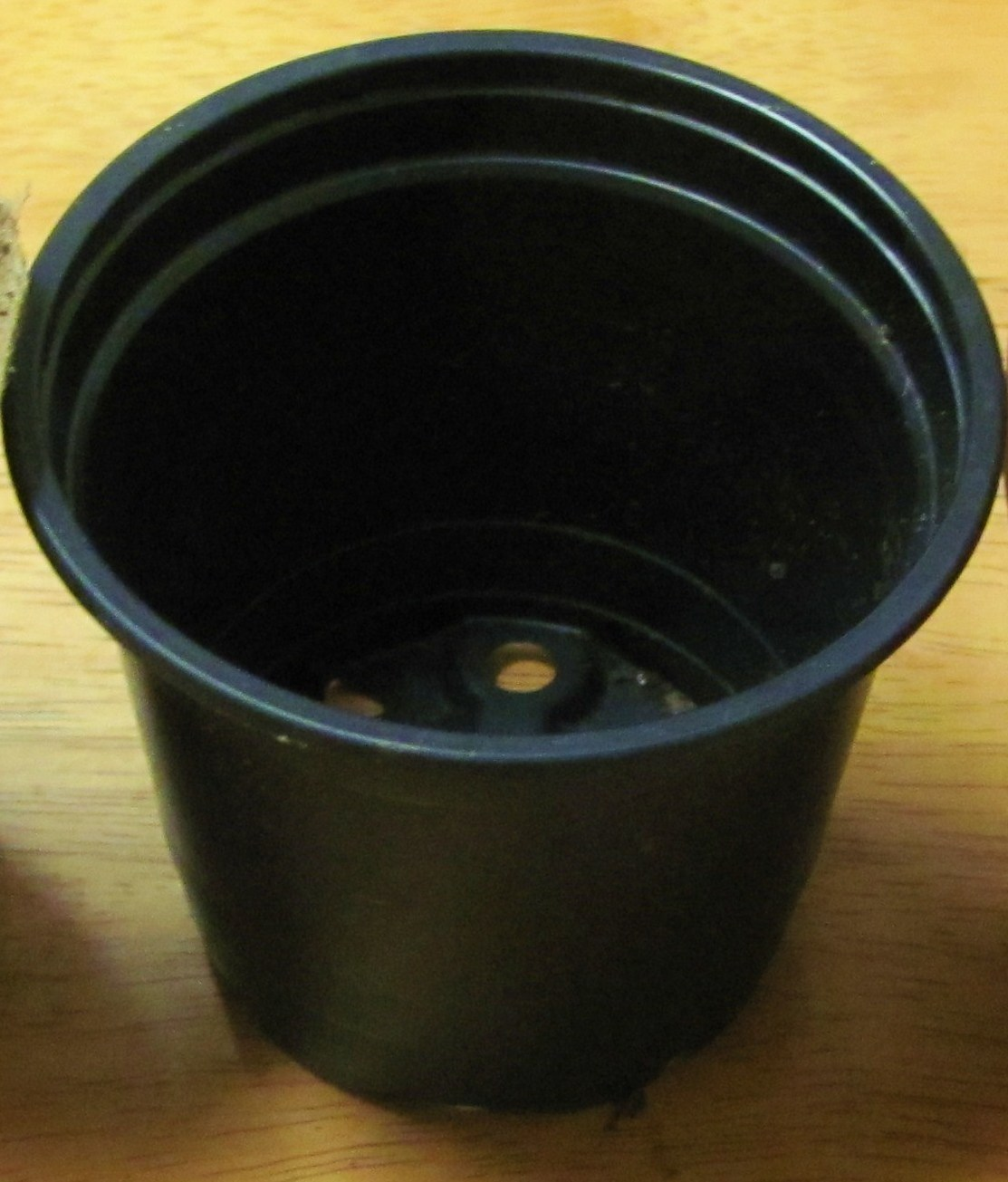
Plastic binnenpot

Een binnenpot bestaat meestal uit plastic. Vroeger bestond hij meestal uit ongeglazuurd aardewerk. De plastic-variant wordt gebruikt voor tuinplanten. In Nederland worden binnenpotten ook geproduceerd uit van polymelkzuur oftewel PLA. Dit is een biologisch afbreekbaar product dat een kunststoffen binnenpot vervangt. Het is weliswaar duurder dan de plastic-variant, maar de meerkosten vallen weg tegen de kosten van de combinatie plant en pot. Het voordeel is een milieuvriendelijk imago.

## Sierpot
Vaak wordt de binnenpot in een sierpot, ook wel cachepot genoemd, geplaatst. De sierpot verhult de als minder mooi ervaren eigenlijke bloempot.

## Trivia
- Met een bloempotkapsel kan ook een kapsel bedoeld worden.